# 港台電視35
港台电视35（英語：RTHK TV 35）是香港电台拥有的一条免费数字电视频道，于2023年6月15日開始試播并于2023年7月1日正式开播。
本頻道和港台電視33及港台電視34一樣為轉播性質的頻道，全天候24小時转播中国环球电视网英文頻道（CGTN English）。
啟播初期，由於27頻道已經用盡的關係，所以35台開始改用29頻道，由於部分大廈的公共天線系統須添置或升級數碼頻道接收器材，才能接收港台電視35，港台已與房屋署及相關大廈物業管理公司或機構聯繫進行相關協調，市民於啟播數個月後才可陸續接收港台電視35。

## 歷史
2023年6月15日，港台電視新增一條測試頻道並透過大氣電波傳送，畫面為以中英文顯示的靜態文字畫面《港台電視頻道 信號測試》，29日轉為以中英文顯示的靜態文字畫面《CGTN英語頻道將於7月1日 港台電視35啟播》，這標志着港台電視35為轉播CGTN英語頻道的頻道。7月1日零時整，港台電視35正式啟播CGTN英語頻道。